# Różdżyca rutewkowata

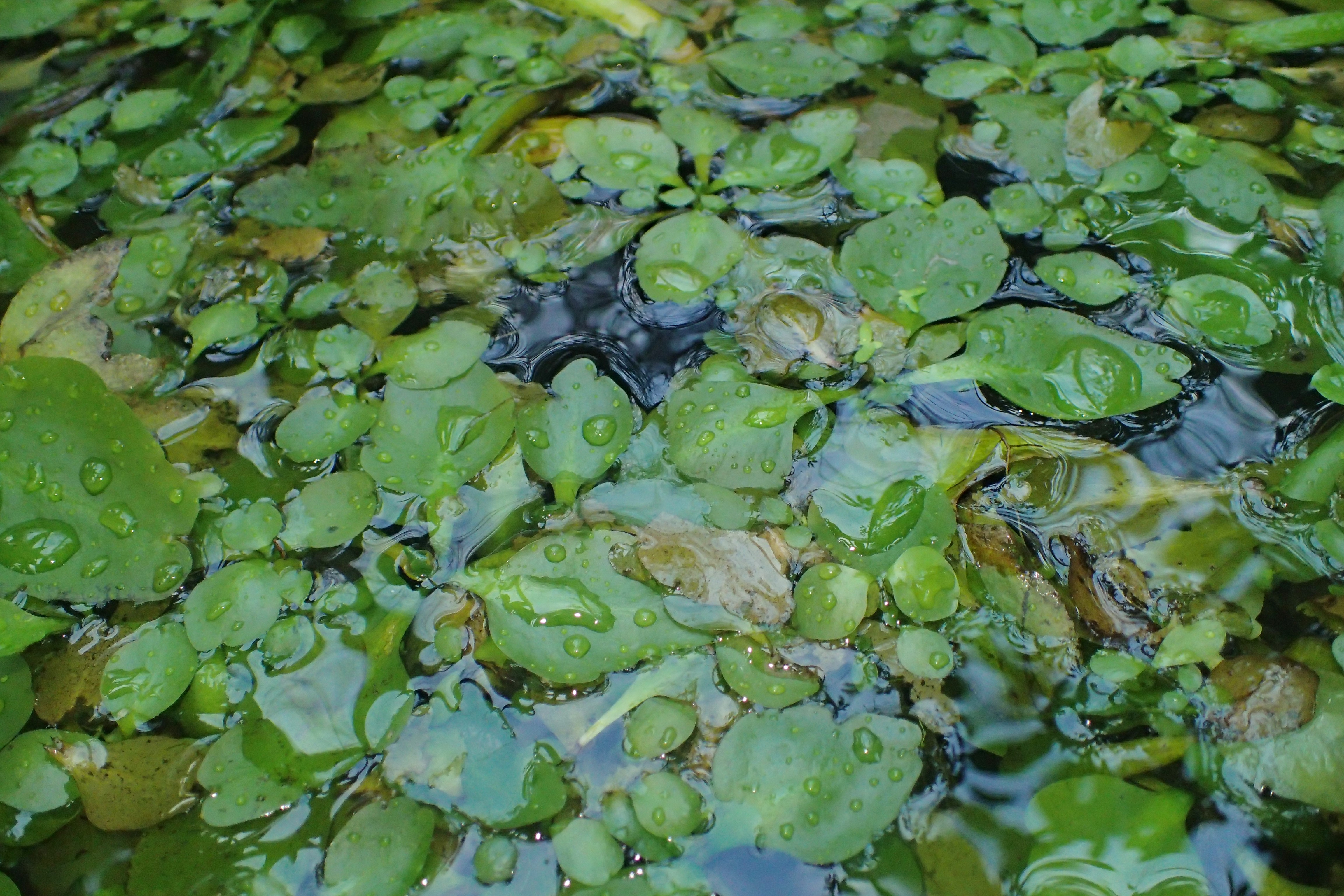
Różdżyca rutewkowata

Różdżyca rutewkowata (Ceratopteris thalictroides) – gatunek paproci z rodziny orliczkowatych. Występuje w tropikach całego świata, poza tym uprawiana jako roślina akwariowa. Rośnie na brzegach wód w miejscach o różnych warunkach świetlnych, czasem jako roślina zanurzona.

## Morfologia
PokrójPaproć osiągająca od 5 do 70 cm wysokości. Ma kłącze krótkie, wzniesione. Liście gęsto skupione.
LiścieDimorficzne – liście płodne, występujące tylko u roślin rosnących w warunkach lądowych odmienne od liści wegetatywnych. Mają blaszkę podługowatą do jajowato-trójkątnej, o szerokości 10–22 cm i długości 15–40 cm, osadzoną na ogonkach podobnej długości jak blaszka. Liście 2- i 3-krotnie pierzaste, zaostrzone na końcach. Końcowe odcinki liścia równowąskie o długości 1–4 cm i szerokości 0,2 cm. Brzegi blaszki silnie podwinięte. Liście miękkie, zielone, z czasem brązowiejące. Liście wegetatywne osadzone są na mięsistych ogonkach osiągających 3–30 cm długości i do 1 cm średnicy. Blaszka liściowa za młodu zwykle pływająca, z czasem wznosi się prosto, jajowata lub lancetowata o długości 6–30 cm i szerokości 3–15 cm. Jest 2–4-krotnie pierzasta.
ZarodnieBrązowe, rozwijają się na końcach żyłek po obu stronach wiązki centralnej i okryte są podwiniętym brzegiem liścia.

## Zastosowanie
Roślina akwariowa, zalecana do sadzenia pojedynczo lub w małych grupkach. Rośnie szybko i powinna być uprawiana w dużych akwariach.

## Uprawa
Wymaga wody o temperaturze od 22 do 28 °C; woda: miękka do twardej, światło o średnim natężeniu.